# Kvarntjärnen (Hackås socken, Jämtland, 696959-143745)
Kvarntjärnen är en sjö i Bergs kommun i Jämtland och ingår i Indalsälvens huvudavrinningsområde.